# Bricha
Bricha (hebräisch בְּרִיחָה Brīchah, deutsch ‚Flucht‘, in Sprachen ohne den Laut ch (IPA χ) auch: Beriha, Briha) war die Bezeichnung für eine organisierte Untergrundbewegung, die zwischen 1944 und 1948 Juden aus Polen, Ungarn, der Tschechoslowakei, Rumänien, Jugoslawien und der Sowjetunion die Flucht und die illegale Einwanderung nach Palästina ermöglichte, unmittelbar vor Gründung des Staates Israel.

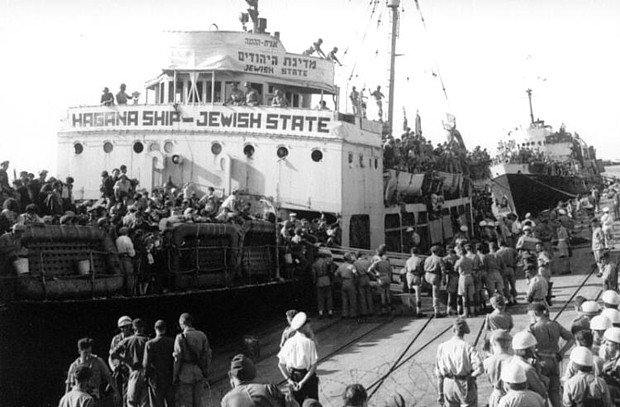
Die Jewish State der Hagana im Hafen von Haifa, 1947

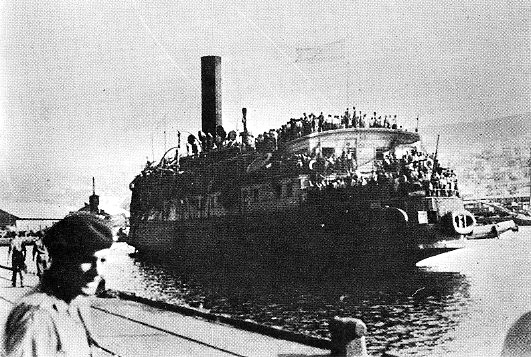
Die Exodus bei ihrer Ankunft im Hafen von Haifa, 20. Juli 1947

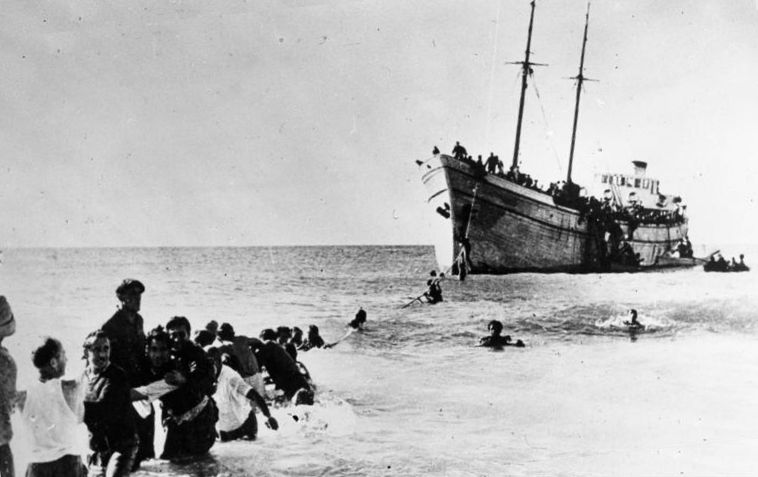
Der Dampfer United States voller jüdischer Einwanderer durchbricht die Blockade Palästinas und landet nahe Naharijas, 1948

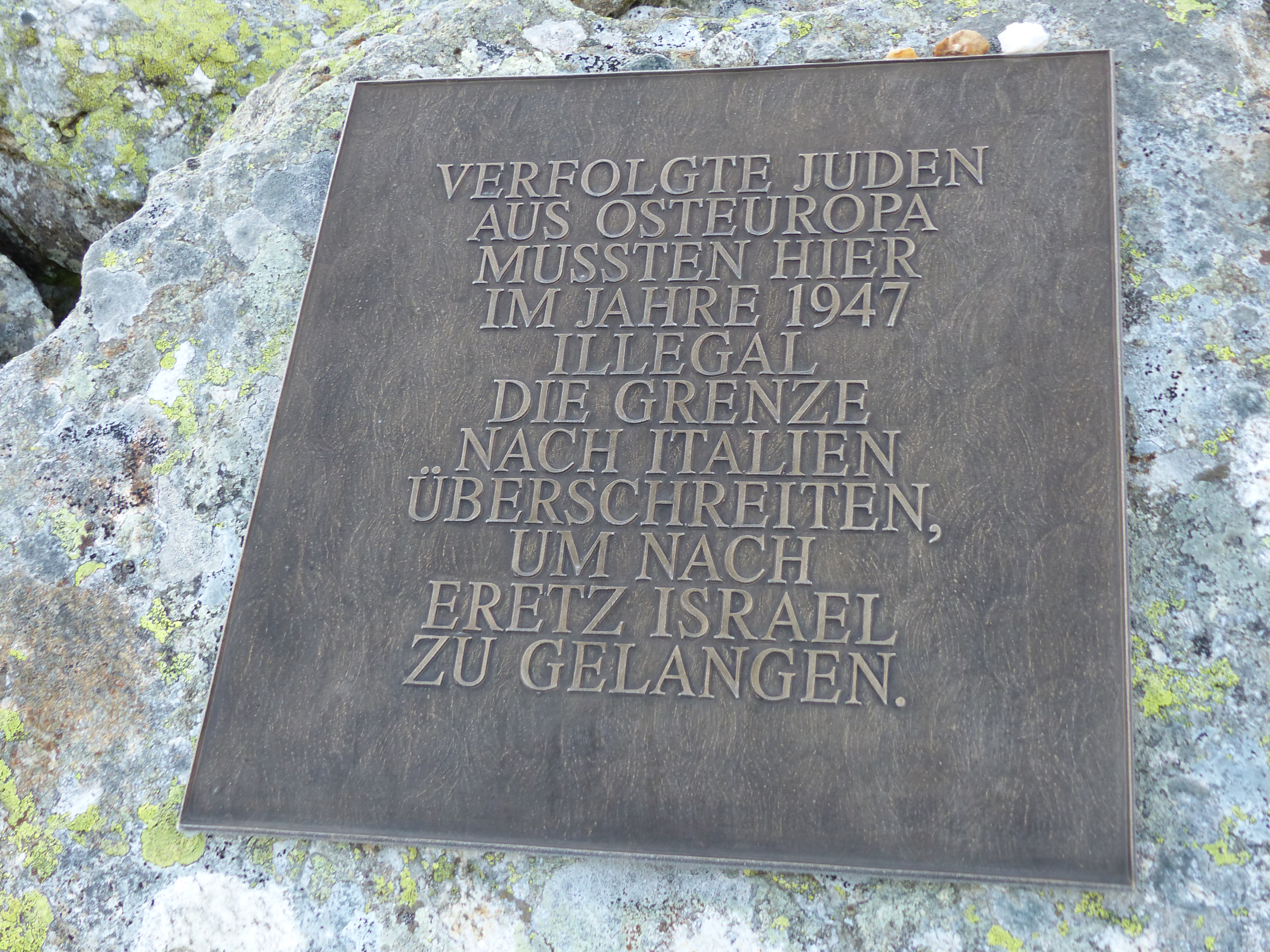
Gedenkplatte auf dem Krimmler Tauern

## Geschichte
Schon 1939 versuchten zionistische, bundistische und orthodoxe Organisationen etwas Ordnung in die massenhafte Fluchtbewegung der Juden zu bringen, die nach dem deutschen Überfall auf Polen ins sowjetisch besetzte Ostpolen und von dort weiter nach Litauen bzw. in südlicher Richtung ins Königreich Rumänien flohen. Die Fluchtbewegungen setzten sich im Laufe der Kriegsjahre fort, als 1942 Juden aus der Slowakei nach Ungarn flüchteten, und 1944 aus Ungarn zurück in die Slowakei und nach Rumänien.
Als im Februar 1944 die Rote Armee Rowno in Wolhynien und im April darauf Wilna eroberte, bildeten sich dort voneinander unabhängige illegale Gruppen ehemaliger jüdischer Partisanen mit dem Ziel, die jüdische Bevölkerung, welche den Holocaust überlebt hatte, ins britische Mandatsgebiet Palästina zu bringen. Zusammen mit Zionisten, die aus dem asiatischen Teil der Sowjetunion zurückkehrten, versammelten sich diese Gruppen in Lublin im Dezember 1944 unter der Leitung Abba Kovners. Im Januar 1945 schlossen sich ihnen Überlebende des Aufstands im Warschauer Ghetto unter Jitzhak Zuckerman an und gründeten die Organisation Bricha unter der Leitung Kovners. Mitte Januar 1945 wurden die ersten Gruppen nach Rumänien entsandt. Mit dem Rettungszug (englisch Rescue Train) konnten unter Aufsicht des IKRK 5.000 Juden, darunter viele Kinder, die durch Deutsche deportiert worden waren, von Polen nach Rumänien gelangen, und wollten von dort aus Palästina erreichen. Doch die europäischen Grenzen wurden immer undurchlässiger, und diese Reiseroute musste schließlich aufgegeben werden. Stattdessen organisierte Kovner Grenzübertritte in Ungarn und Jugoslawien und versetzte seine Mitarbeiter nach Italien, wo er selbst im Juli 1945 ankam. Polnische Juden fuhren nun über die Slowakei nach Budapest und von dort aus weiter nach Graz, in der Hoffnung, von dort aus die Grenze nach Italien überqueren zu können. Doch im August wurde die Grenze durch dei dort stationierten britischen Besatzungsmacht geschlossen. 12.000 Personen waren zum Aufenthalt in der Grazer Umgebung gezwungen und konnten erst im Winter 1945/1946 die österreichisch-italienische Grenze in kleinen Gruppen überqueren. Eine besondere Rolle spielte auch das Flüchtlingslager in Saalfelden in Salzburg, da die amerikanische Besatzungsmacht die Flucht der Juden tolerierte, während sowohl die britische als auch die französische Besatzungsmacht die Juden an einer weiteren Flucht hindern wollten. So nutzte man das kurze Stück gemeinsamer Grenze der amerikanischen Besatzungszone in Österreich mit Italien, wo etwa 8.000 Flüchtlinge über den Krimmler Tauernpass die Grenze passieren konnten. Den Exodus über die hochalpine Route organisierten Marko Feingold und Viktor Knopf.
In Europa stationierte jüdische Soldaten, sowohl aus der Jüdischen Brigade als auch aus anderen Armeeeinheiten, errichteten ein Diaspora-Zentrum (hebräisch מֶרְכַּז לַגּוֹלָה Merkaz laGōlah), um aus den befreiten Konzentrationslagern in Deutschland und Österreich Juden nach Italien zu schmuggeln. Die Finanzierung erfolgte zu Beginn aus Mitteln der Jewish Agency; seit dem Winter 1945/1946 trafen auch Gelder vom amerikanischen Joint Distribution Committee ein.
Von März 1946 an leitete Levi Kopelewitsch (Argov), ein „Schaliach“ (שָׁלִיחַ Schalīach, deutsch ‚Gesandter‘) aus Palästina, den Transit von Juden, die über DP-Lager in der Tschechoslowakei in die US-Besatzungszone nach Österreich und Bayern flüchteten. Ab Oktober 1946 gab es einen alternativen Fluchtweg über Stettin nach Berlin und von dort aus über die britischen und amerikanischen Zonen nach Süddeutschland. Eine wichtige Rolle bei der Organisation dieser Route spielte Herbert Friedman (1918–2008).
Die Kontrolle über die Bricha wurde zu diesem Zeitpunkt an das Zentrum für illegale Einwanderung übergeben, dessen Leiter, Schaʾul Avigur, sein Büro 1946 nach Paris verlegte. Die Organisation der Bricha lag hauptsächlich in den Händen zionistischer Jugendgruppen, die mehrheitlich von der Kibbuz-Idee beeinflusst waren und sich deshalb auch Kibbuzim nannten. Die Flüchtlingsgruppen wurden zu Orten in Grenznähe geführt, wo sie provisorisch untergebracht wurden und von den Bricha-Gruppen Papiere mit einem Code („Parole“) erhielten. Dann gelangten sie zum eigentlichen Grenzübergang („Point“), wo das örtliche Bricha-Team sie über die Grenze schmuggelte. Bis 1946 wurden die Flüchtlinge mit Hilfe gefälschter Dokumente des Roten Kreuzes als griechische Flüchtlinge ausgegeben. In der Tschechoslowakei wurde eine informelle Vereinbarung abgeschlossen, flüchtenden Juden keine Behinderungen in den Weg zu legen, und UNRRA sowie die tschechoslowakische Regierung bezahlten die Zugfahrten von der polnischen Grenze nach Bratislava oder Asch an der tschechoslowakisch-deutschen Grenze. Auf der Route Stettin-Berlin wurden sowjetische oder polnische Lastwagenfahrer bestochen, um Flüchtlinge weiter zu schmuggeln, und der Übergang von Berlin in die britische Zone erfolgte entweder mit Hilfe von UNRRA-Beamten oder mit gefälschten Dokumenten. Ab Oktober 1945 leiteten Asher Ben-Natan die Operationen in Österreich und Ephraim Frank in Deutschland, die beide „Schlichim“ (Gesandte) aus Palästina waren. In Wien gelangten die Flüchtlinge auf dem Weg von Bratislava über die österreichische US-Zone in Transitlager, die in der Nähe des Rothschild-Spitals errichtet wurden, und von dort aus nach Italien (bis etwa Mai 1946) oder in die deutsche US-Zone.
Der Pogrom von Kielce am 4. Juli 1946, bei dem 41 Juden umgebracht wurden, führte bei polnischen Juden zu einer Massenpanik. Die polnische Regierung sah sich außerstande, die Gewaltausbrüche gegen Juden zu verhindern, und gestattete in Verhandlungen mit Itzhak Cukierman im Juli 1946 die Flucht von Juden aus Polen über die schlesische Grenze in die Tschechoslowakei. Von Juli bis September 1946 flüchteten 70.000 Juden über diese Route in die Tschechoslowakei, die hauptsächlich durch Vermittlung des Außenministers Jan Masaryk ihre Grenzen öffnete. Die Flüchtlingsbewegung aus Polen kam vom Winter 1946/1947 an zu einem langsamen Stillstand. Im Laufe des Jahres 1947 konnten weniger als 10.000 Juden Polen über Bricha-Routen verlassen; der Weg über Stettin wurde ab November 1946 kaum mehr benutzt.
Nach einigem Zögern und auf Intervention des amerikanischen Rabbiners Philip Bernstein gestattete die amerikanische Armee im Sommer 1946 zahlreichen Flüchtlingen den Übergang in die amerikanischen Zonen in Deutschland und Österreich. In der zweiten Hälfte des Jahres 1946 wurde jedoch die Weiterreise von Deutschland nach Italien behindert, bis zu Beginn des Jahres 1947 die Route über das Ahrntal wieder geöffnet wurde.
Ende 1946 fand ein Treffen von Bricha-Kommandanten anlässlich des 22. Zionistenkongresses in Basel statt, bei dem Ephraim Dekel, ehemaliger Leiter des Nachrichtendienstes der Hagana in Palästina, zum Europa-Leiter der Bricha ernannt wurde. Zu dieser Zeit verstärkten sich auch die Spannungen zwischen der Hagana und dissidenten Untergrundorganisationen Etzel und Lechi. Im September 1947 wurde ein Bricha-Mann bei einem Grenzübertritt nahe Innsbruck von Etzel-Mitgliedern ermordet.
1948 übernahm Meʾir Sappir von Ephraim Dekel die Leitung der Bricha, und die Bewegung kam langsam zu einem Abschluss, obwohl an einigen Grenzübergängen in Osteuropa die Tätigkeit der Bricha bis 1949 fortgesetzt wurde. Es wird geschätzt, dass zwischen 1944 und 1948 etwa 250.000 Personen Osteuropa verließen, von denen mindestens 80 % mit der organisierten Hilfe von Bricha ihre Flucht fortsetzen konnten. Die Bricha wurde vom amerikanischen Präsidenten Truman als schlagkräftiges Argument benutzt, als er im August 1945 die Aufnahme von 100.000 jüdischen Flüchtlingen in Palästina forderte und diese Forderungen im Mai 1946 dem englisch-amerikanischen Untersuchungsausschuss („Anglo-American Committee of Inquiry“) unterbreitete. Von 1945 bis 1948 erwies sich die jüdische Flüchtlingsbewegung aus Europa als wesentlicher Faktor im Kampf um die Errichtung des Staates Israel.

## Erinnerungskultur
Die Friedensinitiative Alpine Peace Crossing veranstaltet seit 2007 Gedenkwanderungen in den Alpen.